# Katrin Engel
Katrin Engel, née le 2 mai 1984, est une ancienne joueuse de handball autrichienne.

## Biographie
Katrin Engel fait partie des cadres de l’Équipe d'Autriche de handball féminin. Elle a été meilleure buteuse du championnat du monde de 2009 en Chine.

## Palmarès

### Club
compétitions nationales
- championne d'Autriche (5) en 2002, 2003, 2004, 2005 et 2008 (avec Hypo Niederösterreich)
- vainqueur de la coupe d'Autriche (5) en 2002, 2003, 2004, 2005 et 2008 (avec Hypo Niederösterreich)
- championne d'Allemagne (7) en 2007 (avec 1. FC Nuremberg), 2011, 2012, 2013, 2014, 2015 et 2016 (avec Thüringer HC)
- vainqueur de la coupe d'Allemagne (5) en 2010 (avec Bayer Leverkusen), 2011, 2013 (avec Thüringer HC)

## Distinction personnelle
- meilleure marqueuse du Championnat du monde 2009 avec 67 buts, dont 9 jets de sept mètres.